# Бровцев, Николай Михайлович
Никола́й Миха́йлович Бровцев (род.30 марта 1915, Турдаково, Алатырский уезд, Симбирская губерния, Российская империя — 15 апреля 1945, Янтарный, Калининградская область) — капитан Рабоче-крестьянской Красной Армии, участник Великой Отечественной войны, Герой Советского Союза (1945).

## Биография
Николай Бровцев родился 30 марта 1915 года в селе Турдаки (ныне — Дубёнский район Мордовии) в семье крестьянина. Мордвин-эрзя. В 1932 году окончил семь классов школы в селе Кабаево того же района, после чего работал слесарем на заводе «Химмаш» в городе Дзержинске Горьковской области. В октябре 1937 года был призван на службу в Рабоче-крестьянскую Красную Армию Дзержинским районным военным комиссариатом. Окончил полковую школу, затем курсы младших лейтенантов. С 27 июня 1941 года — на фронтах Великой Отечественной войны. Участвовал в боях на Северном, Карельском, Западном, 3-м Белорусском фронтах. Принимал участие в сражениях с финскими войсками, освобождении Смоленской области. Шесть раз был ранен в боях. К апрелю 1945 года капитан Николай Бровцев командовал стрелковым батальоном 923-го стрелкового полка (251-й стрелковой дивизии, 2-й гвардейской армии, 3-го Белорусского фронта). Отличился во время боёв в Восточной Пруссии.
15 апреля 1945 года к юго-востоку от населённого пункта Пальмникен (ныне — посёлок Янтарный Калининградской области) крупные пехотные и танковые силы немецких войск предприняли контратаку против советских подразделений в лесном массиве Флангервальд, стремясь выйти им в тыл. В этом бою батальон Бровцева понёс большие потери. Во главе небольшой группы стрелков Бровцев закрепился на высоте и организовал круговую оборону, вёл по наступающим огонь из пулемёта. Погиб в этом бою. Похоронен в селе Русское Зеленоградского района Калининградской области.

## Награды
Указом Президиума Верховного Совета СССР от 29 июня 1945 года за «умелое руководство батальоном, мужество и героизм, проявленные в Восточно-Прусской операции» капитан Николай Бровцев посмертно был удостоен высокого звания Героя Советского Союза. Также был награждён орденами Ленина, Красного Знамени, Суворова 3-й степени, Отечественной войны 2-й степени и Красной Звезды, а также рядом медалей.

## Память
В честь Бровцева названы улицы в селе Дубёнки и городе Зеленоградск, а также рыболовный траулер.